# 岡田三郎
岡田 三郎（おかだ さぶろう、1890年（明治23年）2月4日 - 1954年（昭和29年）4月12日）は日本の小説家。

## 来歴
北海道松前郡福山町（現・松前町）の鰊の漁師の家に生まれる。家は近江商人の家系。14歳で小樽に移住。庁立小樽中学校（同校は現在、北海道小樽潮陵高等学校となっており、その校歌を岡田三郎が作詞している）を卒業し、小樽で税務署員を務め、旭川で兵役につく。画家を志望して太平洋画会研究所に入るが兵役後に文学志望へ転じ、徳田秋声に師事。早稲田大学英文科在学中に『涯なき路』『影』を発表して文壇に登場。1919年に大学を卒業すると博文館に入社し、『文章世界』編集部に入る。のち、実の姉である日本女子大学の英語の教師であった岡田 一（いち）の援助により1921年にパリに遊学。彫りの深い美貌で知られ、当時フランス女性に日本人で本当に人気があったのは東郷青児と岡田三郎だけだと謳われた。
1923年に日本に帰国してからは、短篇形式コントを紹介すると共に長篇小説『巴里』を発表。1937年、妻子を捨てて銀座のカフェで働く19歳の女給と名古屋に出奔し、スキャンダルとなる。この駆落ち体験を題材に『秋』『玩具の勲章』『冬』『冬去りなば』などの作品を発表。
1932年、徳田秋声を激励する為に結成された秋声会（あらくれ会）に阿部知二、井伏鱒二、尾崎士郎、榊山潤、中村武羅夫、楢崎勤、舟橋聖一、室生犀星とともに参加する。
1930年、映画会社「日本キネマ」を設立。加藤武雄原作の『昨日の薔薇』を岡田三郎の監督で製作、市政会館にて封切りされた。
前妻と別れて前述の女給と再婚したが結核で先立たれた上、敗戦後は時流から見捨てられた作家となった。
やがて自らも肺結核に倒れ、三児を遺して窮死した。
弟の牧屋善三（本名、岡田五郎）も小説家。第2代小樽区長を務めた山田吉兵衛は伯父。
岡田三郎の資料は、遺族より小樽市ライオンズクラブの支援によって開設された市立小樽文学館に寄贈され、常時展示されている。

## 作品リスト

### 原著単行本
- 『涯なき路』（新潮社、新進作家叢書26） 1921
- 『青春』（新潮社） 1921
- 『巴里 叛逆者の告白』（新潮社） 1924
- 『聖火』（大日本雄弁会） 1927
- 『尾崎士郎集 岡田三郎集』（平凡社、新進傑作小説全集10） 1927
- 『誰が一番馬鹿か?』（博文堂出版部、モダン派傑作選集2） 1930
- 『黄金草』（新潮社、新潮社長篇文庫11） 1930
- 『物質の弾道』（新潮社、新興芸術派叢書1） 1930
- 『無言歌』（春陽堂、日本小説文庫） 1933
- 『地獄絵』（文座書林） 1934
- 『春の行列』（有光社、純粋小説全集12） 1936
- 『舞台裏』（慈雨書洞） 1936
- 『株と女と』（信正社） 1937
- 『秋・冬 創作集』（竹村書房） 1938
- 『青春行路』（日本文学社） 1939
- 『伝書鳩』（赤塚書房） 1939
- 『岡田三郎小説選集』第1巻（三和書房） 1939
- 『岡田三郎小説選集』第2巻（三和書房） 1940
- 『愛情の倫理』（高山書院） 1940
- 『郷愁』（河出書房） 1940
- 『冬去りなば』（人文書院） 1940
- 『伸六行状記』（砂子屋書房） 1940
- 『女性の真実』（時代書房） 1941
- 『街の曲芸師』（淡海堂出版部） 1941
- 『生活の文学』（万里閣） 1941
- 『動物の世界』（豊国社） 1941
- 『母の花環』（人文書院） 1941
- 『青空行進曲』（淡海堂出版部） 1942
- 『新しき神話』（金鈴社）1942
- 『心美しければ』（金鈴社） 1942
- 『望郷』（大観堂） 1942
- 『開拓者白瀬中尉』（鶴書房、新日本偉人選書） 1943
- 『空の勇士』（紀元社） 1943
- 『南風北風』（赤坂書房） 1944
- 『春の奴隷』（暁書房） 1946
- 『虚無』（地平社） 1946
- 『十勝川流域』（白都書房） 1947

### 復刊
- 『物質の弾道』（ゆまに書房、新興藝術派叢書2） 2000
- 『岡田三郎 三篇』（イー・ディー・アイ、EDI叢書10） 2002

## 翻訳
- 『銀婚式』（ポオル・ジェラルディイ、新潮社、現代仏蘭西文芸叢書11） 1925
- 『或女の性愛史』（デフリェント、平凡社、世界猟奇全集10） 1932